# The Ultimate Fighter 1 Finale
The Ultimate Fighter 1 Finale è stato un evento di arti marziali miste tenuto dalla Ultimate Fighting Championship il 9 aprile 2005 al Cox Pavilion di Las Vegas, Stati Uniti d'America.

## Retroscena
L'evento fu incentrato sulle finali della prima stagione del reality show The Ultimate Fighter: la finale del torneo dei pesi medi vide affrontarsi i futuri top fighter Diego Sanchez e Kenny Florian, mentre la finale dei pesi mediomassimi ebbe come protagonisti il futuro campione dei pesi mediomassimi Forrest Griffin, alla sua prima comparsa ufficiale in un evento UFC, e Stephan Bonnar; quest'ultimo incontro rubò la scena al main match tra Rich Franklin e Ken Shamrock per l'alto livello di combattimento.
Solamente ai vincitori dei due tornei l'UFC avrebbe offerto un contratto da professionista, ma vista l'ottima prestazione di Stephan Bonnar anche quest'ultimo venne ingaggiato.
Inizialmente Ken Shamrock doveva affrontare Tito Ortiz, ma quest'ultimo lasciò l'UFC per una disputa contrattuale.

## Risultati

### Card preliminare
- Incontro categoria Pesi Welter:  Alex Karalexis contro  Josh Rafferty

Karalexis sconfisse Rafferty per KO Tecnico (colpi) a 1:40 del primo round.
- Incontro categoria Pesi Medi:  Alex Schoenauer contro  Mike Swick

Swick sconfisse Schoenauer per KO (pugno) a 1:40 del primo round.
- Incontro categoria Pesi Medi:  Nate Quarry contro  Lodune Sincaid

Quarry sconfisse Sincaid per KO Tecnico (colpi) a 3:17 del primo round.
- Incontro categoria Pesi Medi:  Josh Koscheck contro  Chris Sanford

Koscheck sconfisse Sanford per KO (pugni) a 4:21 del primo round.
- Incontro categoria Pesi Medi:  Chris Leben contro  Jason Thacker

Leben sconfisse Thacker per KO Tecnico (pugni) a 1:35 del primo round.
- Incontro categoria Pesi Mediomassimi:  Sam Hoger contro  Bobby Southworth

Hoger sconfisse Southworth per decisione unanime.

### Card principale
- Finale del torneo dei Pesi Medi TUF 1:  Diego Sanchez contro  Kenny Florian

Sanchez sconfisse Florian per KO Tecnico (pugni) e divenne il campione del torneo dei pesi medi TUF 1.
- Finale del torneo dei Pesi Mediomassimi TUF 1:  Forrest Griffin contro  Stephan Bonnar

Griffin sconfisse Bonnar per decisione unanime (29–28, 29–28, 29–28) e divenne il campione del torneo dei pesi mediomassimi TUF 1.
- Incontro categoria Pesi Mediomassimi:  Rich Franklin contro  Ken Shamrock

Franklin sconfisse Shamrock per KO Tecnico (pugni) a 2:42 del primo round.